# Kotliszowice
Kotliszowice (deutsch: Kottlischowitz, 1936–1945 Keßlern) ist ein Ort in der Stadt- und Landgemeinde Toszek im Powiat Gliwicki der Woiwodschaft Schlesien in Polen.

## Geographie
Nachbarorte von Kotliszowice sind Błażejowice (Blaschowitz), Wiśnicze (Wischnitz) und Toszek (Tost).

## Geschichte
Kottlischowitz wurde erstmals 1256 erwähnt. Der Ortsname leitet sich von einem Personennamen ab.
1936 wurde Kottlischowitz in Keßlern umbenannt.

## Sehenswürdigkeiten
- Schloss aus dem Jahr 1861
- 200 Jahre alte Linden
- Kapelle aus dem Jahr 1935
- Kreuze aus den Jahren 1905, 1910 und 1990
- Cholerafriedhof aus dem Jahr 1830.